# Usina Hidrelétrica de Santa Clara
A U.H. de Santa Clara é uma usina hidrelétrica (U.H.) brasileira instalada no rio Jordão, localizada no município de Candói, no estado do Paraná.

## Dados técnicos
- Potência........................................... 118 MW
- Local do Projeto................................ Rio Jordão - Estado do Paraná, Brasil
- Objetivo do Projeto........................... Geração de Energia Elétrica
- Ano de Construção............................ Outubro /2001 - Outubro/2005

## Captação e reservatório
- Área de Captação.............................. 3.900 km²
- Vazão Média Anual............................. 101,3 m³/s
- Área do Reservatório – NA Normal...... 20,15 km²
- Volume do Reservatório – NA Normal.. 431,22 x 106 m³

## Vertedouro
- Tipo................................................. Soleira Livre
- Capacidade de Descarga................... 6.542 m³/s

## Casa de força
- Tipo.................................................. Abrigada
- Número de Unidades.......................... 2

## Barragem principal
- Tipo.................................................. Gravidade CCR
- Volume............................................. 550.000 m³
- Altura Máxima................................... 67 m

## Desvio do rio para construção
- Tipo.................................................. Túnel
- Número de unidades.......................... 1
- Proprietaria - Elejor Centrais Elétricas do Rio Jordão